# Bonneuil-les-Eaux
Bonneuil-les-Eaux település Franciaországban, Oise megyében. Lakosainak száma 780 fő (2022. január 1.). Bonneuil-les-Eaux Blancfossé, Croissy-sur-Celle, Esquennoy, Fléchy, Gouy-les-Groseillers, Paillart, Fransures, Hallivillers és Lawarde-Mauger-l’Hortoy községekkel határos.

## Népesség
A település népességének változása:
| Lakosok száma | 821  | 822  | 828  | 805  | 796  | 790  | 782  | 774  | 780  |
|               | 2013 | 2015 | 2016 | 2017 | 2018 | 2019 | 2020 | 2021 | 2022 |